# Sphinctomyrmex myops
Sphinctomyrmex myops är en myrart som beskrevs av Auguste-Henri Forel 1895. Sphinctomyrmex myops ingår i släktet Sphinctomyrmex och familjen myror. Inga underarter finns listade i Catalogue of Life.